# Núi Rausu
Núi Rausu (羅臼岳 (La Cữu nhạc) Rausu-take) là một núi lửa dạng tầng tại bán đảo Shiretoko tại Hokkaidō, Nhật Bản. Núi nằm trên biên giới giữa các thị trấn của Shari và Rausu. Núi Rausu là núi lửa Holocene nằm ở cực đông bắc Hokkaidō. Đây là một trong 100 núi nổi tiếng Nhật Bản.
Lễ hội khai mạc núi Rausu được tổ chức hàng năm vào ngày 3. Đây là ngày chính thức mở đầu mùa leo núi.
Trong 2200 năm qua người ta tin rằng núi Rausu phun trào ba lần, với một đợt phun trào Plinian khoảng 1400 năm trước và một dòng chảy dung nham khoảng 500 năm trước.

## Lịch sử
- Ngày 1, tháng 6 năm 1964 - Khu vực xung quanh núi được tuyên bố là vườn quốc gia Shiretoko[5]
- Tháng 7, 2005 -  Shiretoko được ghi vào danh sách di sản thiên nhiên thế giới[6]

## Hình ảnh

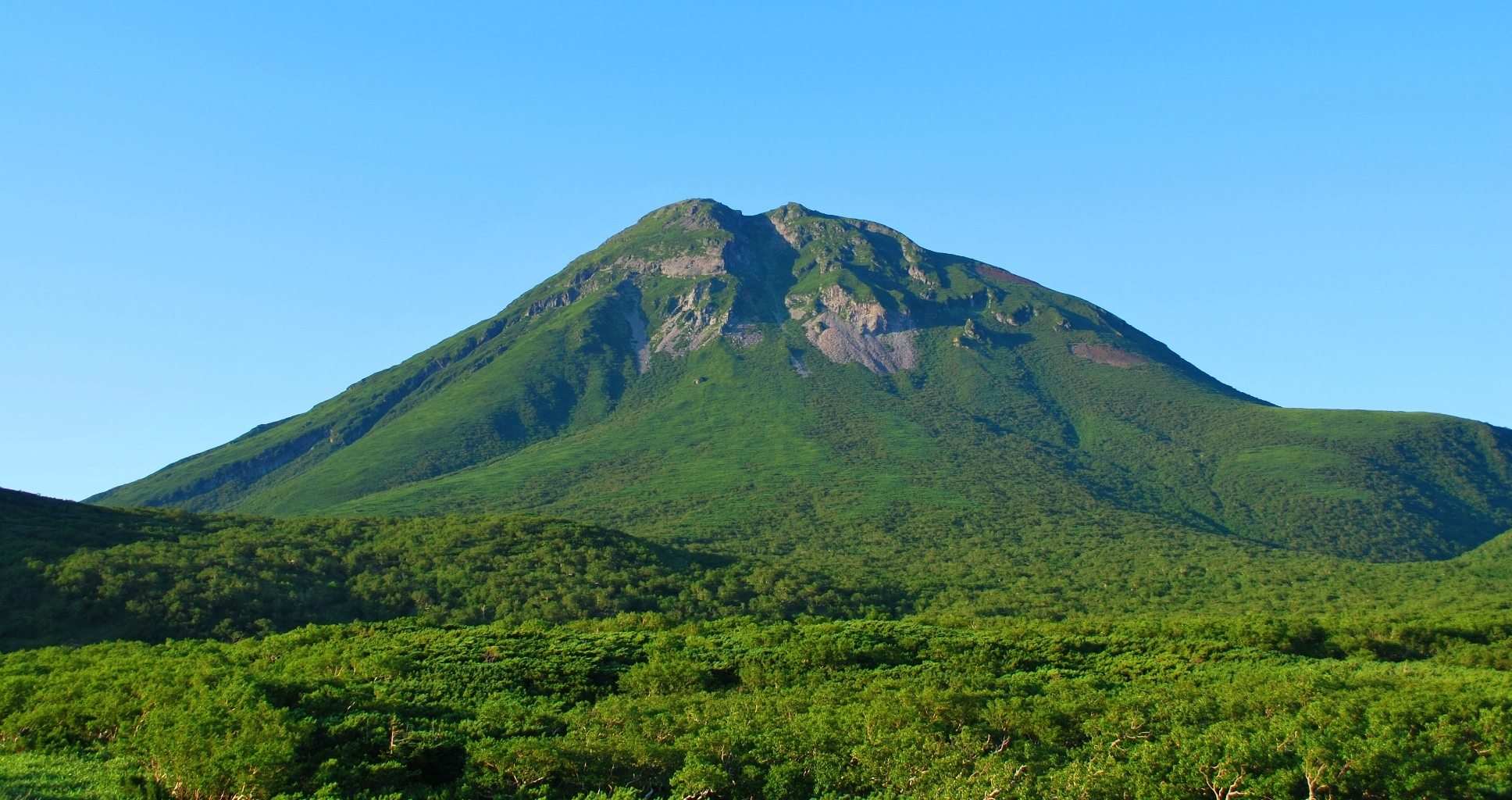
Tầm nhìn từ SSW.
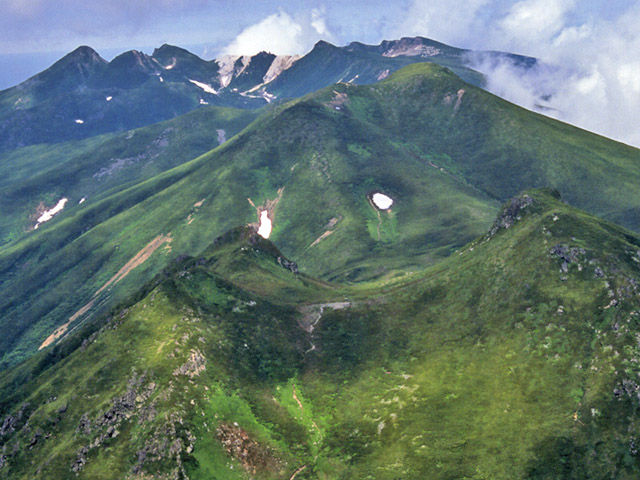
Dãy núi trên bán đảo Shiretoko từ núi Rausu (tháng 7 năm 2007). Cận cảnh là Mitsumine, phạm vi giữa là núi Sashirui, nền là núi Iō.